# Lampides subdita
Lampides subdita är en fjärilsart som beskrevs av Moore 1886. Lampides subdita ingår i släktet Lampides och familjen juvelvingar. Inga underarter finns listade i Catalogue of Life.